# Edwardsiana centrorubida
Edwardsiana centrorubida är en insektsart som först beskrevs av Matsumura 1932.  Edwardsiana centrorubida ingår i släktet Edwardsiana och familjen dvärgstritar. Inga underarter finns listade i Catalogue of Life.